# Sachsdorf

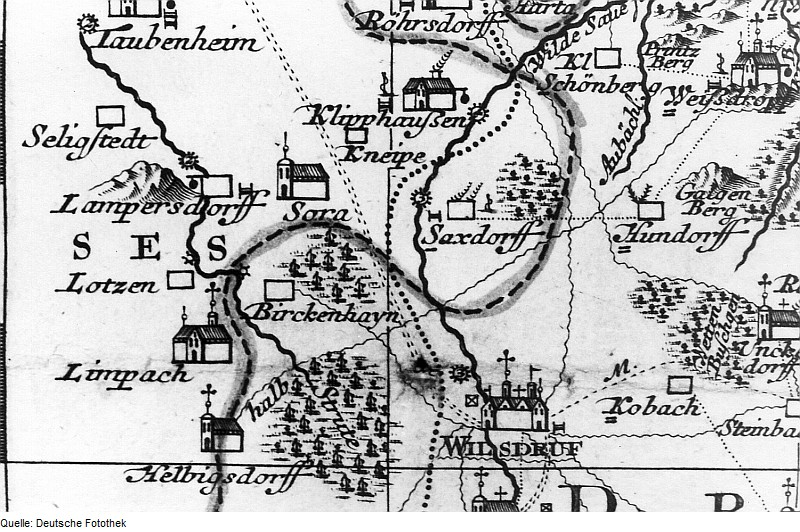
„Saxdorff“ auf einer Karte des Kirchenkreises Dresden vom 18. Jahrhundert

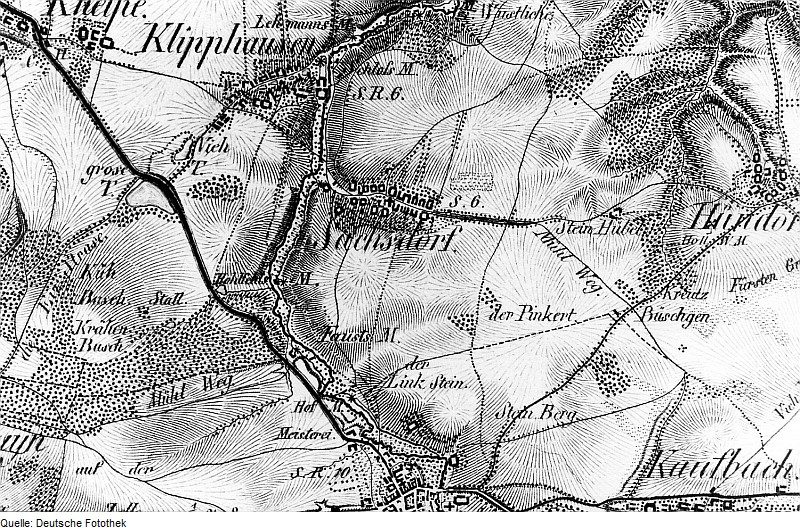
Sachsdorf und seine Nachbarorte auf einer Karte aus dem 19. Jahrhundert

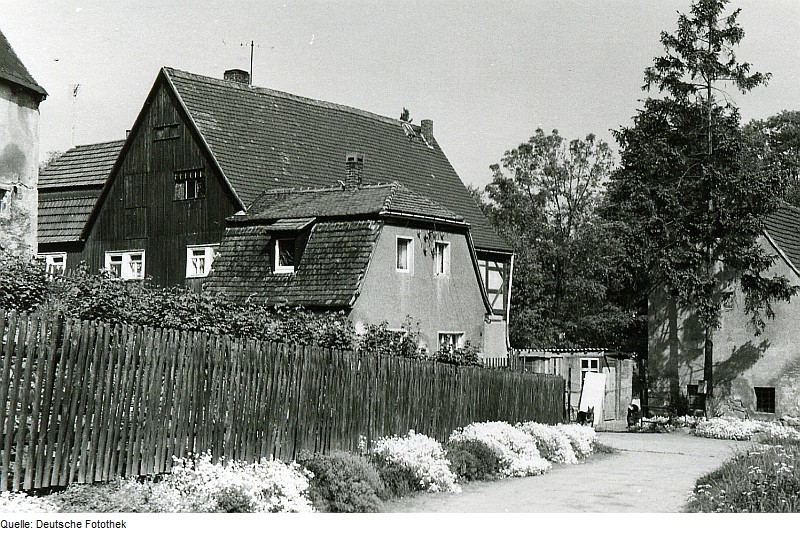
Dorfmühle in Sachsdorf, 1983

Sachsdorf ist ein Ortsteil der Ortschaft Klipphausen in der gleichnamigen Gemeinde im Landkreis Meißen, Sachsen.

## Geographie
Sachsdorf liegt im als Wilsdruffer Land bezeichneten Teil des Meißner Hochlands. Das Dorf ist umgeben von den anderen zu Klipphausen gehörenden Ortsteilen Hühndorf im Osten, Kleinschönberg im Nordosten und Klipphausen selbst im Nordwesten. Südlich benachbart liegt die Stadt Wilsdruff.
Landwirtschaftlich genutzte Hochflächen umgeben das Dorf, das in einem flachen Seitentälchen der Wilden Sau liegt, die den Ort von Klipphausen trennt. Durch den Süden der Sachsdorfer Flur verläuft in Ost-West-Richtung die Bundesautobahn 4 und bildet in etwa die Grenze zu Wilsdruff. 

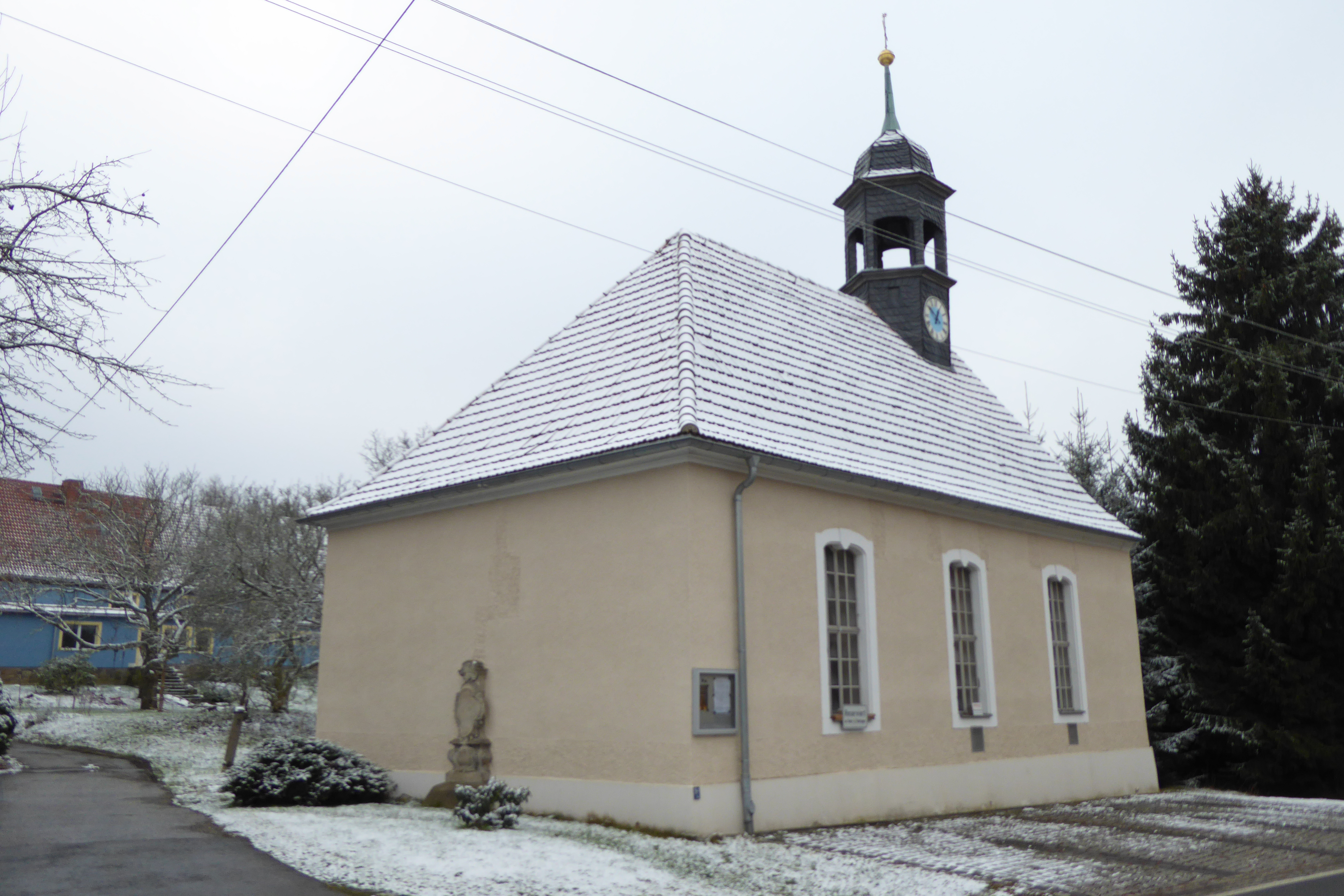
Ev.-Luth. Kapelle in Sachsdorf

Der Ortskern des Straßenangerdorfs liegt entlang der Hühndorfer Straße. Nahe dem Abzweig der Wilsdruffer Straße steht eine 1796 neu erbaute kleine Kapelle, am östlichen Ende des Orts steht die Klipphausener Grundschule. An den ÖPNV ist Sachsdorf durch die Buslinien 423 und 428 der Verkehrsgesellschaft Meißen angebunden.

## Geschichte
Erstmals erwähnt wurde der Ort 1350 als „Sachsendorf“. Namensgeber ist damit entweder der Stammesverband der Sachsen oder ein Lokator, dessen Name von diesem Stammesnamen abgeleitet wurde. In den folgenden Jahrhunderten verbürgte Schreibweisen sind „Saxindorf“, „Sachsendorff“ und „Sachsdorff“.
Um das Dorf, dessen Bewohner sich ihr Einkommen in der Landwirtschaft verdienten, erstreckte sich eine 458 Hektar große Gelängeflur. Mit der Dorf-, der Reger- und der Schloßmühle waren auch drei Wassermühlen in Betrieb. Eingepfarrt war Sachsdorf zunächst nach Weistropp, seit 1903 nach Wilsdruff. Die Grundherrschaft übten die jeweiligen Besitzer des Ritterguts im benachbarten Klipphausen aus, die Verwaltung oblag jahrhundertelang dem Erbamt Meißen. Im Jahre 1856 war Sachsdorf zum Gerichtsamt Wilsdruff gehörig und kam danach zur Amtshauptmannschaft Meißen, aus der der gleichnamige Landkreis hervorging. Seine Eigenständigkeit verlor Sachsdorf am 1. Juli 1950 durch seine Eingemeindung nach Klipphausen.
Mehrere Gebäude im Ort sind als Kulturdenkmal geschützt.

### Einwohnerentwicklung
| Jahr | Einwohner                               |
| ---- | --------------------------------------- |
| 1551 | 26 besessene Mann, 37 Inwohner          |
| 1764 | 28 besessene Mann, 1 Gärtner, 2 Häusler |
| 1834 | 250                                     |
| 1871 | 312                                     |
| 1890 | 295                                     |
| 1910 | 274                                     |
| 1925 | 284                                     |
| 1939 | 264                                     |
| 1946 | 333                                     |
| 1950 | siehe Klipphausen                       |